# Dirty Deeds Done Dirt Cheap (mezinárodní album)
Dirty Deeds Done Dirt Cheap je druhé mezinárodní album vydané australskou hard rockovou kapelou AC/DC v prosinci 1976 v Evropě, ale až v dubnu 1981 ve Spojených státech. Autory všech písní jsou Angus Young, Malcolm Young a Bon Scott.
Mezinárodní verze alba Dirty Deeds Done Dirt Cheap je značně odlišná od původní australské verze, neboť má jiný obal a jiné řazení skladeb. Navíc byly v porovnání s australskou verzí vyřazeny písně "R.I.P. (Rock in Peace)" a "Jailbreak", které byly nahrazeny písněmi "Rocker" (z alba T.N.T.) a "Love at First Feel"

## Seznam skladeb
Autory jsou Angus Young, Malcolm Young a Bon Scott.
1. "Dirty Deeds Done Dirt Cheap" – 4:11 (vinyl), 3:51 (CD)
2. "Love at First Feel" – 3:10
3. "Big Balls" – 2:38
4. "Rocker" – 2:49
5. "Problem Child" – 5:44
6. "There's Gonna Be Some Rockin'" – 3:17
7. "Ain't No Fun (Waiting Round to Be a Millionaire)" – 7:29 (vinyl), 6:57 (CD)
8. "Ride On" – 5:49
9. "Squealer" – 5:14

- Kopie vydané na vinylu obsahují plné verze písní "Dirty Deeds Done Dirt Cheap" a "Ain't No Fun (Waiting Round to Be a Millionaire)", zatímco na CD jsou obsaženy upravené verze.
- Píseň "Rocker" původně vyšla na albu T.N.T. v roce 1975.
- Délky písní uváděné na zadní straně obalu CD verze jsou nepřesné, konkrétně v případě písní "Dirty Deeds Done Dirt Cheap" a "Ain't No Fun (Waiting Round to Be a Millionaire)".

## Obsazení
- Bon Scott – zpěv
- Angus Young – kytara
- Malcolm Young – kytara, doprovodný zpěv
- Mark Evans – baskytara
- Phil Rudd – bicí

## Umístění na žebříčku
Album – Billboard (Severní Amerika)
| Rok  | Žebříček   | Pozice |
| ---- | ---------- | ------ |
| 1981 | Pop Albums | 3      |

Singly – Billboard (Severní Amerika)
| Rok  | Singl                         | Žebříek         | Pozice |
| ---- | ----------------------------- | --------------- | ------ |
| 1981 | "Big Balls"                   | Mainstream Rock | 26     |
| 1981 | "Dirty Deeds Done Dirt Cheap" | Mainstream Rock | 4      |